# بيلي غيبسون
بيلي غيبسون (بالإنجليزية: Billy Gibson)‏ (1 أغسطس 1981 في المملكة المتحدة - ) هو لاعب كرة قدم بريطاني في مركز الدفاع. لعب مع باتريك أتلتيك ونادي رينجرز ونادي كلايد ونادي ألوا أثليتيك وKilbirnie Ladeside F.C. ‏ ولينليثغو روز ‏ ونادي آير يونايتد ونادي بارتيك ثيسل.

## وصلات خارجية
- بيلي غيبسون على موقع قاعدة بيانات كرة القدم.إي يو (الإنجليزية)
- بيلي غيبسون على موقع Soccerbase.com (لاعب) (الإنجليزية)